# Àrnor
En el marc del llegendari fantàstic de J.R.R. Tolkien, el Regne d'Àrnor, també conegut com el Regne del Nord, va ser un regne dels dúnedain a la Terra Mitjana.
El nom del regne significa "Terra del Rei" o "Terra Alta", del síndarin Ara- (alt, reial) + (n)dor (terra)

## Història

### Fundació
El Regne d'Àrnor va ser fundat a la fi de la Segona Edat (S.E. 3320) per Eléndil, simultàniament a la fundació de Góndor per part dels seus fills. la història dels dos regnes està entrellaçada, ja que es van poblar pels dúnedain a l'exili que havien fugit de la caiguda de Númenor.
Abans de la fundació d'Àrnor, ja hi havia una considerable quantitat de númenóreans vivint a la zona, degut a la lenta emigració de dúnedain de l'illa que havia començat amb els regnes de Tar Menéldur i Tar Aldàrion. Abans de l'arribada dels dúnedain, ja hi vivien d'altres homes, i els primers colonitzadors es van barrejar amb la població local. Degut a la proximitat d'Àrnor amb el reialme de Guil-Galad, el regne del nord tenia més contacte amb els elfs i va preservar el saber antic.
El segon rei d'Àrnor Ísildur, que també era rei de Góndor, va morir en una emboscada dels orcs al Desastre dels Camps Llirials, junt amb els seus tres fills grans. El quart, Valàndil, va heretar la monarquia d'Àrnor, però no va reclamar el regne del Sud i les línies reials es van separar.

### Declivi
Amb la victòria de l'Última Aliança, el poder d'Àrnor va assolir el seu zenit, però a partir del Desastre dels Camps Llirials va començar el seu lent declivi. La ciutat d'Annúminas construïda a les ribes del llac Evendim, es va despoblar i la capital es va traslladar a Fórnost Erain.
Després de la mort del desè rei, Eärèndur, al 861 T.E., va esclatar una guerra civil entre els seus tres fills. El fill gran, Àmlaith, reclamava la sobirania sobre tot Àrnor, però el seu regnat es va veure reduït a la regió d'Arthedain, mentre els seus dos germans fundaven els regnes de Cardolan i Rhudaur.
Els tres regnes van acabar desapareixent al llarg de les diferents guerres que van assotar la regió, sobretot pels atacs del Regne d'Àngmar. Tot i això, antics territoris del Reialme van persistir com els hòbbits de La Comarca, els homes a Bree o altres poblacions, i els dúnedain supervivents que es van instal·lar al sud de Rivendell i van passar a ser coneguts com els Muntaners del Nord.

## Reis d'Àrnor
Els Reis d'Àrnor descendien a través d'Amàndil, pare d'Eléndil, dels Senyors d'Andúnië, i a través d'ells de Silmariën i els Reis de Númenor. Eléndil i Isíldur eren reis de Góndor a més d'Àrnor, però després del regnat d'Ísildur els dos regnes es van separar.
1. Eléndil l'Alt (S.E. 3320-3341). Fundador del regne d'Àrnor
2. Isíldur (S.E. 3341- T.E. 2). Fill gran d'Eléndil
3. Valàndil (2-249). Quart fill d'Ísildur.
4. Éldacar (249-339)
5. Aràntar (339-435)
6. Tàrcil (435-515)
7. Taròndor (515-602)
8. Valàndur (602-652)
9. Eléndur (652-777)
10. Eärèndur (777-861). Últim rei d'Àrnor.

Els tres fills d'Eärèndur van lluitar una guerra civil i Àrnor va quedar dividit entre Arthedain, Rhudaur i Cardolan.